# 亀石

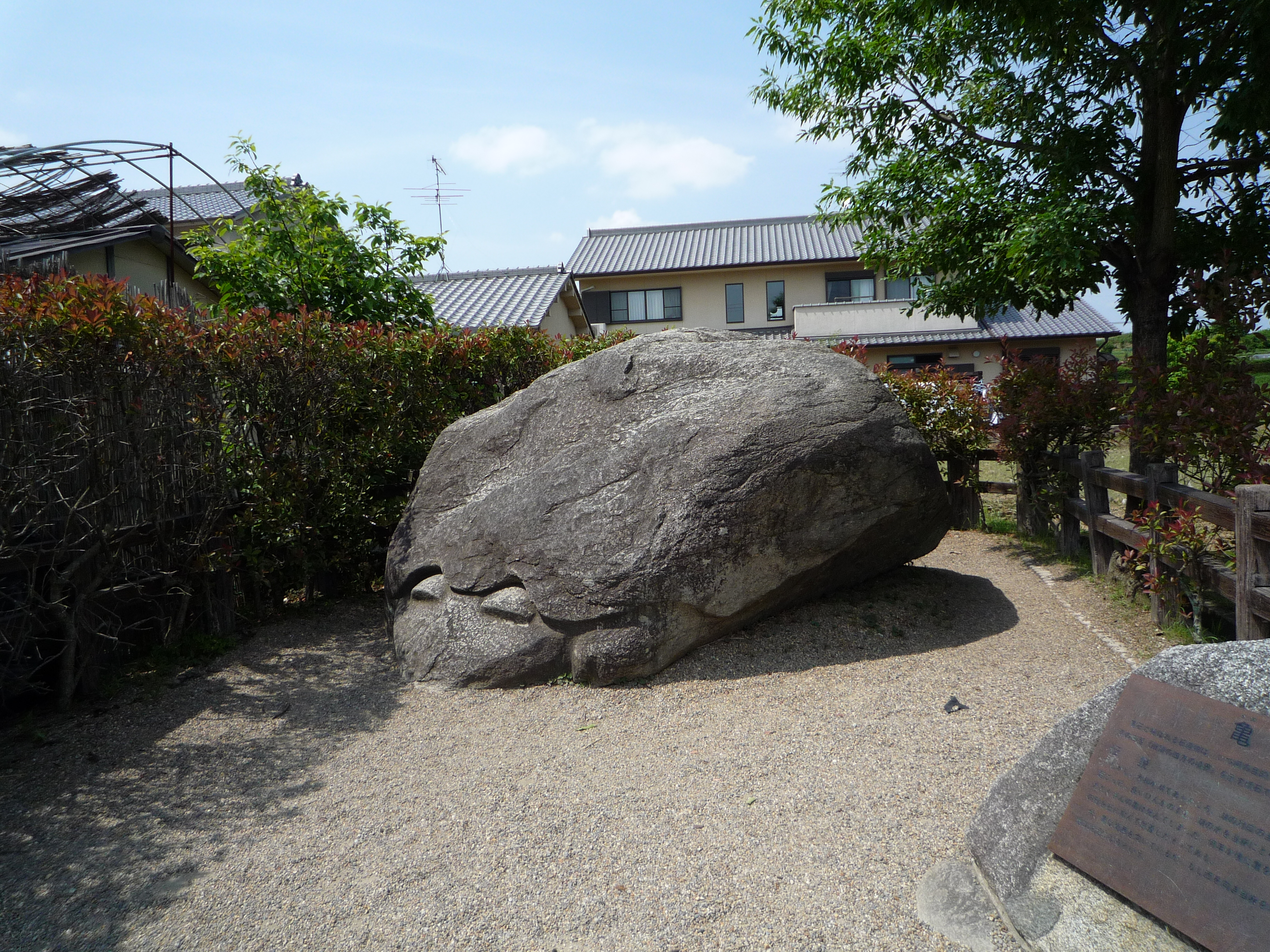
亀石

亀石（かめいし）とは、奈良県高市郡明日香村川原にある石造物。益田岩船や酒船石と並び、飛鳥の石造物の代表的な遺跡として知られる。

## 形状

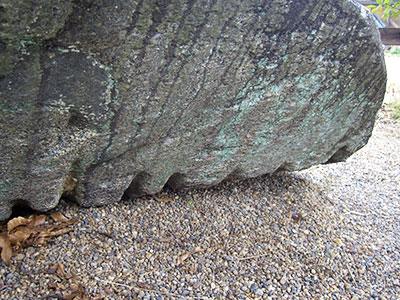
東側（向かって右）の下にある石矢の跡

長さ3.6メートル、幅2.1メートル、高さ1.8メートルの巨大な花崗岩に亀に似た彫刻が彫られていることからこの名前で呼ばれている。そのユーモラスな顔つきから明日香村観光のシンボルともなっている。
亀石と呼ばれているが、亀であれば顔は楕円形で目は横に付くが、顔が三角形であることや目が上に飛び出しているなど、むしろカエルだとの説がある。しかし、「野中寺旧伽藍跡」の塔舎利心礎に同様のレリーフ加工がされていたことから、亀石も亀を表した説が大きくなっている。顔部分の仕上げは丁寧だが、背などは手を加えられておらず、下腹部東半面には、益田岩船と同様の格子状の溝がある。上部が自然石のままで下面東半分が格子状、西半分が平面に加工されていると指摘し、現在の下面が本来の上面で実は上下逆であったという説も奈良国立文化財研究所の報告書で出されてはいるが、有力視はされていない。

## 建造時期・目的
建造時期、目的共に不明で、いくつかの説が出されているものの、結論は出ていない。
- 川原寺の所領の西南隅を示す石標[5]、条里の境界説[2]。
- 未完成の猿石説[2]。
- 大化3年（647年）新羅の金春秋王子が外交使節として来朝するにあたっての歓待用に、新羅渡来系石工に造らせ、周囲で舞楽をした説[6]。
- 仏教伝来以前の土俗民間信仰の対象物説[7]。
- 斉明天皇の時代にグリフォン像を造ろうとしたが、乙巳の変での蘇我氏滅亡により、加工途中で放棄された説[8]。

## 伝説
伝説によると、大和盆地一帯が湖であった頃、川原の鯰と対岸の当麻の蛇の間で争いがあり、後者が勝った結果、湖水を全て取られて干上がり、棲んでいた亀はみんな死んでしまった。これを哀れに思った村人たちは、亀石を造って供養をしたという。亀石は最初は北を向いていたが、次に東を向いたという。そして、現在は南西を向いているが、当麻の方角にあたる西を向いた時、大和国一円は泥の海と化すという。実際に、亀の瀬地すべり地区の調査で、古代に地すべりで大和川がせき止められ、同地区からかなり上流まで湖水状になっていたことが判っている。